# Fender Jaguar
Fender Jaguar er en elektrisk guitar introduceret i 1962 af Fender som Fenders top-model med en række moderne feutures, der skulle trække kunder fra konkurrenten Gibson. Guitaren blev udviklet på grundlag fra Fender Jazzmaster-guitaren, og blev meget anvendt i 1960'erne til  surfemusik. Da surfbølgen døde ud faldt salgstallene, og guitaren blev taget ud af produktion i 1975. 
Fender Jaguar blev atter populær i 1980'erne, hvor en række guitarister indenfor alternativ rock og indie rock benyttede guitaren. I 1999 blev produktionen genoptaget. Fender havde dog forinden produceret Jaguar i bl.a. Mexico og i Japan. 
Fender Jaguar blev tillige fremstillet som en el-bas.

## Guitarister der har benyttet Fender Jaguar
- Kurt Cobain (Nirvana). Fender fremstiller en signaturmodel opkaldt efter Kurt Cobain.
- Thurston Moore (Sonic Youth)
- Lee Ranaldo (Sonic Youth)
- Kevin Shields (My Bloody Valentine)
- Robert Smith (The Cure)
- Tom Verlaine (Television)
- John Frusciante (Red Hot Chili Peppers)